# نافائسكوريال
بلدية نافائسكوريال (بالإسبانية: Navaescurial) هي بلدية تقع في مقاطعة آبلة التابعة لمنطقة قشتالة وليون وسط إسبانيا.

## الديموغرافيا
بلغ عدد سكان بلدية نافائسكوريال 64 نسمة عام 2011 (وفقاً للمعهد الوطني للإحصاء الإسباني).
| 111 | 88 | 79 | 74 | 68 | 58 | 64 |